# Auguste-Ernest Sembach
Auguste-Ernest Sembach (Laken, 25 januari 1854 - Juan-les-Pins, 16 februari 1898) was een Belgisch kunstschilder van het realisme.

## Levensloop
Hij werd opgeleid in het zogenaamde “vrije atelier” (Atelier Libre) van Jean Portaels en aan de Academie voor Schone Kunsten van Brussel.
In 1875 was hij medestichter van de Brusselse kunstenaarsvereniging La Chrysalide en in 1877 sloot hij zich aan bij de kunstenaarsvereniging Cercle des Elèves et Anciens Elèves des Académies des Beaux-Arts de Bruxelles die in 1879 haar naam veranderde in L’Essor.
In 1882 reisde hij in Italië en Zuid-Frankrijk. Van dan af verhelderde zijn palet en werd zijn toets lichter. In 1884 verbleef hij te Antibes.

## Oeuvre
Hij schilderde landschappen, stillevens en tafereeltjes uit het dagelijks leven. In 1884 schilderde hij onder andere de werken Ruelle animée à Antibes en Vue du port d'Antibes animée.

## Tentoonstellingen
- Salon 1873, Antwerpen : “Strand bij Blankenberge” en “Een kanaal in Vlaanderen”
- Salon 1874, Gent
- Salon van La Chrysalide, 1876 : “Het oud kanaal”